# Сесито
Сеси́то (бел. Сясі́та) — озеро на границе Городокского района Витебской области Белоруссии и Усвятского района Псковской области России. Относится к бассейну реки Ловать.

## Описание
Озеро Сесито находится в 43 км к северо-востоку от города Городок. Неподалёку от озера располагаются деревни Астапковичи и Зайково.
Озеро является проточным, через него протекает река Ловать, соединяя Сесито с озером Чернясто. С востока впадает Зайковский канал.
Площадь поверхности водоёма составляет 3,45 км², длина — 4,58 км, наибольшая ширина — 1,32 км. Длина береговой линии — 12,84 км. Средняя глубина озера составляет 4,6 м, наибольшая достигает 10,6 м. Площадь водосбора — 370 км².
Озеро расположено в котловине лощинного типа, вытянутой с юго-запада на северо-восток. Высота склонов котловины изменяется от 3 до 10 м. Склоны образуют две террасы. Берега низкие, песчаные, поросшие водно-болотной растительностью и кустарником. Береговая линия извилистая, с множеством заливов и мысов. Пойма заболочена, её ширина варьируется от 10—20 до 200 м. Дно озера на глубине до 2 м песчаное, далее — глинистое. На дне присутствует большое количество отмелей и впадин.
В южной части озера находится остров площадью около 1 га.
Водоём подвержен эвтрофикации. Полоса надводной растительности вдоль берега простирается в глубь озера до 30 м доходит до глубины 1,2 м. В заливах произрастают кувшинки и рдест. Подводная растительность распространяется до глубины 2 м.
В озере водятся щука, карась, окунь, линь, язь и другие виды рыб. Производится промысловый лов рыбы. Озеро пользуется известностью у любителей рыбалки.